# Весёловское сельское поселение (Дубовский район)
Веселовское сельское поселение — муниципальное образование в Дубовском районе Ростовской области.
Административный центр поселения — хутор Весёлый.

## Состав сельского поселения
| № | Населённый пункт | Тип населённого пункта        | Население |
| - | ---------------- | ----------------------------- | --------- |
| 1 | Адьянов          | хутор                         | ↘264      |
| 2 | Весёлый          | хутор, административный центр | ↘730      |
| 3 | Новогашунский    | хутор                         | ↘214      |

## Население
| 2010  | 2012  | 2013  | 2014  | 2015  | 2016  | 2017  |
| ----- | ----- | ----- | ----- | ----- | ----- | ----- |
| 1208  | →1208 | ↘1188 | ↘1173 | ↗1184 | ↗1191 | ↘1171 |
| 2018  | 2019  | 2020  | 2021  |       |       |       |
| ↘1154 | ↘1126 | ↘1103 | ↘1086 |       |       |       |